# Dactylispa callosa
Dactylispa callosa es una especie de insecto coleóptero de la familia Chrysomelidae.
Fue descrita científicamente en 1935 por Uhmann.